# Glen Coe
Glen Coe je údolí (ve skotské gaelštině Gleann Comhann, gleann = údolí) v oblasti Skotské vysočiny. Je považováno za jedno z nejkrásnějších míst Skotska a je součástí národní přírodní oblasti Ben Nevis a Glen Coe.
Jméno Glen Coe je často mylně překládáno jako „údolí nářků“, možná díky strmým horám, které zastiňují dno údolí před sluncem. Je to jméno obzvláště vhodné pro nechvalně známý Masakr v Glencoe, který zde proběhl koncem 17. století. Úzké údolí má dramaticky pochmurnou vznešenost a je na obou stranách sevřeno divokými a strmými horami. Směrem k Invercoe se krajina stává méně divokou.

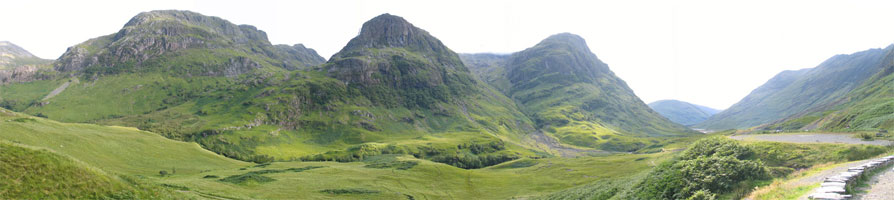
Panoramatický pohled údolím západním směrem k Bidean nam Bian

## Geografie
Údolí má U profil vytvarovaný ledovcem z dob ledových, je asi 16 km dlouhé a dno je široké necelých 700 m, v „Pass of Glencoe“ se prudce zužuje na polovinu.

## Vlastnictví
Glen Coe bylo původně součástí majetku klanu Donaldů, ačkoliv ti se zánikem klanové struktury rozprodali většinu svých statků.
Většina údolí je nyní v majetku National Trust for Scotland, jehož informační centrum přibližuje jak přírodní, tak i historický význam údolí. Území bylo zakoupeno horolezcem a filantropem Percy Unna, který jej věnoval trustu za podmínky, že v údolí zůstane divoká příroda. Výstavba informačního centra vzbudila polemiku, neboť podle některých to bylo porušení pravidel Percy Unna. Původní středisko bylo později zavřeno a nové bylo zbudováno níže v údolí.

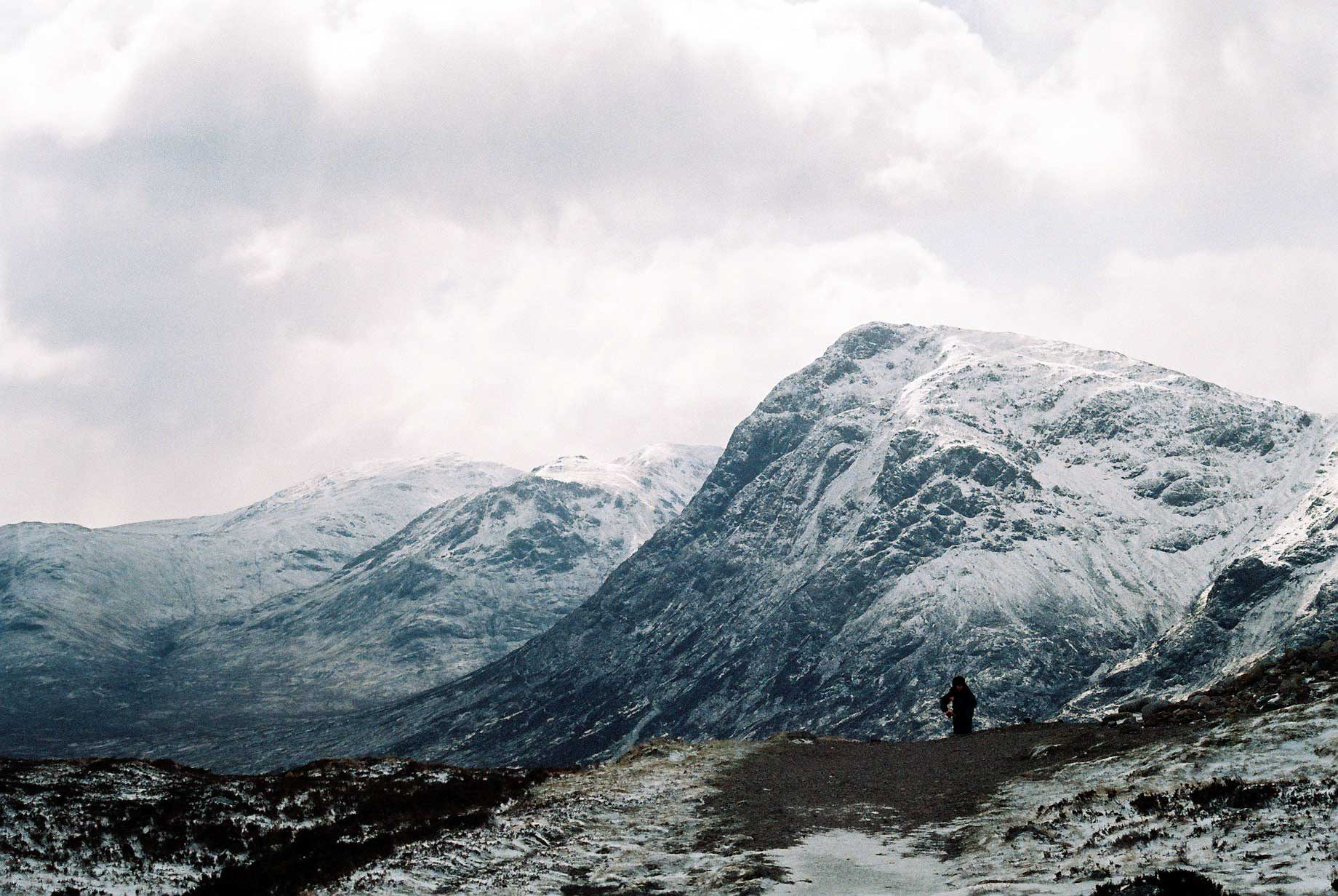
Pohled z vrcholu Devil's Staircase jižním směrem přes východní konec Glen Coe, směrem k Buachaille Etive Mòr

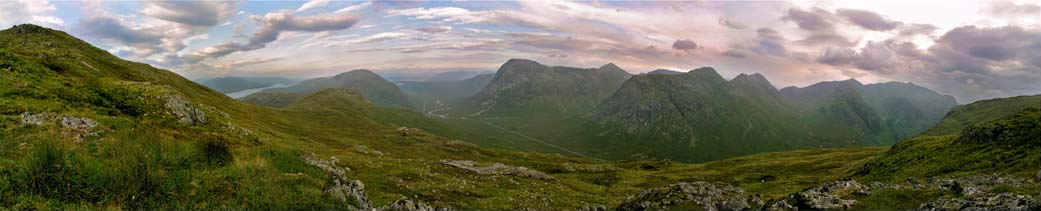
Panoramatický pohled do údolí jižním směrem

Poslední část Glen Coe, kterou vlastní MacDonaldové, je oblast kolem Invercoe. V roce 1894 ji Donald Alexander Smith koupil a postavil zde majestátní statek Mount Royal. V roce 2002 Alistair MacDonald z Glencoe na poslední chvíli odkoupil zbývající pozemky od potomků lorda Strathcona. Alistair obdržel od šesti dárců nekrytý úvěr a okamžitě založil Glencoe Heritage Trust, neziskovou organizaci, která má chránit dědictví v Glencoe.

## Turisté a horolezci
Glen Coe je velmi oblíbeným turistickým cílem, částečně díky dramatické krajině a historii, částečně kvůli poloze na hlavní silnici A82, ale také pro své turistické a horolezecké možnosti. Je proslavené úrovní a pestrostí zimního lezení a většina cest je relativně snadno dostupná od hlavní silnice.
Mnoho turistů přichází do Glen Coe po West Highland Way, vedoucí po staré vojenské cestě "Wade road" přes Rannoch Moor. Tato cesta přechází řeku Etive u hotelu Kingshouse. Odtud je to asi 2 km k hornímu konci údolí a potom asi 2 km do údolí. Cesta dále sestupuje po Devil's Staircase, prudkém, balvany posetém zářezu napříč údolím směrem ke Kinlochleven.
Na východní straně údolí Glen Etive, mimo vlastní Glen Coe, leží lyžařské středisko, které používají především místní obyvatelé. Dalšími zajímavými místy Glen Coe jsou „Studovna“ v „Pass of Glencoe“ a Ossianova jeskyně. V roce 1883 zde klan MacDonaldů vybudoval památník s keltským křížem, který má připomínat členy klanu zabité během masakru v roce 1692. Malebné vodopády v Pass of Glencoe byly použity při natáčení filmu Monty Python a svatý grál. V údolí byly také natáčeny některé scény z filmu Harry Potter a vězeň z Azkabanu. Ve vesnici Glencoe je muzeum lidového umění.

## Osídlení, možnosti ubytování
Kromě několika roztroušených statků je jediným osídlením vesnice Glencoe, která leží na západním konci údolí blízko Invercoe, kde se řeka vlévá do zálivu Loch Leven. Asi 2 km západně na jižním břehu zálivu leží vesnice Ballachulish, v minulosti proslulá svým břidlicovým lomem, který je v provozu od roku 1760.
Proslulá hospoda Clachaig Inn s přilehlým kempem, mezi horolezci a turisty velmi oblíbená, leží v ohbí údolí asi 3 km od vesnice Glencoe. Hostel Scottish Youth Hostels Association leží u téže cesty asi 2 km od vesnice Glencoe. V údolí jsou 3 oficiální tábořiště.